# Steven Ma
Steven Ma 馬浚偉 (Hongkong, 26 oktober 1971) (jiaxiang: Guangdong, Chaozhou) is een Hongkongse zanger en TVB acteur. Hij werd geboren als Ma Chi-Wai 馬志偉. Hij heeft een vele TVB series gespeeld. Zoals On the Track or Off, Where the Legend Begins en hij speelde een gastrol in Virtues of Harmony met Linda Chung.

## Filmografie
- Duke of Mountain Deer (1998)
- Healing Hands (1998)
- Ultra Protection (1999)
- Return of the Cuckoo (2000)
- Healing Hands II (2001)
- On the Track or Off (2001)
- In the Realm of Success (2001)
- Where the Legend Begins (2002)
- Better Halves (2003)
- Perish in the Name of Love (2003)
- Virtues of Harmony II (2005)
- Safe Guards (2006)
- Land of Wealth (2006)
- The Brink Of Law (2007)
- A Change of Destiny (2007)
- Steps (TVB Series) (2007)
- The Gentle Crackdown II (2008)
- A Journey Called Life (2008)
- Burning Flame III (2008)
- Links to Tempation (2010)
- Sweetness in the Salt (2009)
- A Watchdog's Tale (2009)
- Ghost Writer (2010)
- 7 Days In Life (2011)
- Book of Words 2 (2011)
- Apprentice Chef 2 (2011)
- The Life and Times of a Sentinel (2011)
- Daddy Good Deeds (2012)
- Legend of Yuan Empire Founder (2012)
- Yuen Yang Pei (2012)
- Property Protector (2013)

## Prijzen
- 2006 viering van de verjaardag van TVB - "Favorite Character Award" voor zijn rol als Sheung Chi in de serie "Safe Guards"
- 2006 "TVB Top 10 Most Popular Artistes"

- International Standard Name Identifier: 0000 0003 5611 5360
- Library of Congress Control Number: no2011134018
- MusicBrainz: b428a89d-9962-4241-8a00-fa60ebb7c18d
- Virtual International Authority File: 177320824
- WorldCat: E39PBJtxkfGXVGMMf7GfQYdYT3